# 水平解像度
水平解像度（すいへいかいぞうど）とは、アナログ放送時代のテレビ・ビデオなどの映像機器の、画質の指標のひとつである。

## 概要
テレビ等のディスプレイ装置上で、水平方向においてどれだけ高精度の表示が可能かを表す。単位としては「TV本」が用いられる。つまり水平方向に垂直と同じ幅を横にとり、その範囲内に引いた黒白の垂直の線が何本まで見分けられるかということで映像の精度を計る。これにより「水平解像度○○本」などと表示される。例えば「水平解像度500本」であれば、テレビなどの画面表示において、500本までの垂直線が見分けられる（それより狭い間隔の垂直線は表示不可能）という事になる。
放送局、ビデオ機器などの、信号の送り出し側の水平解像度は、輝度信号の周波数帯域で決定される。NTSC方式標準信号においては、輝度信号の周波数帯域は約4.2MHzなので、受信するテレビの画面では約168周期が表示できることになる。これは水平解像度336本に相当する。もっともテレビ放送においては、電波の受信状況に影響されるので、テレビ画面で見た時に必ずしもこの水平解像度を確保できる訳ではない。ビデオ機器においても、規格として決定された周波数帯域を完全に再現（録画・再生）できるかには差異がある。よって水平解像度が、画質を表す指標のひとつとなる。
ちなみに、いわゆる垂直解像度、つまり黒白の水平線が何本まで見分けられるかについては、画質を表す指標にはならない。これは垂直解像度は、放送規格の走査線の数によって決定されるからである。例えばNTSC方式なら走査線数は525本であり、画面の切り替わり信号である垂直帰線区間を差し引くとすなわち垂直解像度は480本程で固定である。テレビなどの受信機器においてこの値さえ達成できれば、それ以上の垂直解像度は不要という事になる。
また、白黒の垂直線でなく、色のついた垂直線を何本見分けられるかについても、あまり指標としては用いられない。NTSC方式標準信号においての色差信号の周波数帯域は、輝度信号の周波数帯域の1/3程度に情報圧縮されているからである。これは人間の目が色彩については輝度に比べて認識能力が低いためである。テレビ受像機においては輝度と色差信号の解像度の差はないため、輝度信号の水平解像度が確保されていれば、色差信号においても十分な水平解像度が確保されている事になる。

### 受信機における水平解像度
1980年代頃より、高画質を謳い文句に、水平解像度をアピールしたテレビ・モニター製品が数多く登場する。これらは概ね水平解像度500本を越え、中には600本、700本を謳う機器も存在した。これらは明らかにNTSC方式の上限である336本を越えていたが、そのスペックの余裕が高画質を保証するとして、盛んに宣伝された。もっともブラウン管方式のテレビの場合は、画面中央部から周辺部まで均一な解像度を確保できる訳ではなく、画面周辺部は概ね中央部より解像度が低くなる。オーバースペックとも言える水平解像度表記は、画面全体において必要な解像度を確保するための必然でもあった。なお液晶方式のディスプレイ装置であれば、中央部と周辺部の解像度の差はほとんど存在しないため、ブラウン管方式のディスプレイ装置よりも水平解像度の値が低くとも、同等以上の画質を確保できていると宣伝された。

### ビデオ機器における水平解像度
家庭用のビデオテープデッキの規格として最初に登場したVHSやベータマックス方式、そして後に登場した8ミリビデオでは、230〜250本の水平解像度を確保していた。NTSC方式で定められた規格よりも低いため、放送された番組を録画した場合において、元の放送よりも明らかに画質は低下した。
そのため後に上位規格として、S-VHS、EDベータ、Hi8が登場する。EDベータの水平解像度は500本、S-VHS／Hi-8の水平解像度は400本を確保しており、NTSC方式の規格よりも上回っている。ただし放送規格を上回る解像度は、受信機の場合と違ってスペックの余裕による高画質の保証とはならず、むしろノイズ源になった。そのため一部のS-VHS／EDベータ機器では、TVノイズリダクションと称して、解像度をテレビ放送規格同等まで下げる機能が付加されたものもあった。もちろんカムコーダによる録画や、ビデオソフトであれば、放送を上回る規格であってもその性能を十分に発揮できる。ただしEDベータやS-VHS規格のビデオソフトは、ほとんど販売されずに終わった。
また、S-VHS、EDベータ、Hi8では色差信号の解像度の低さも問題視された。上記の通り人間の目は色の認識能力が低いため、放送規格では色差信号の帯域は輝度信号の帯域の1/3に圧縮されている。そのためVHS、ベータマックス、8ミリにおいても、記録信号の帯域は、輝度に対して色信号は1/3である。ところがS-VHS、EDベータ、Hi8においては、輝度信号のみ帯域を拡張し、色信号についてはそのままだったため（上位互換を確保するためのやむを得ない処置）、色信号の帯域が輝度信号の1/6程度に低下している。
ビデオディスク規格においては、レーザーディスクの水平解像度は400本以上であったが、初期の機器では規格に対して機器の側が対応できておらず、400本を下回るものもあった。DVDについては水平解像度500本を確保しているが、レコーダーにおいては長時間の記録のための低画質モードもあり、このモードを使った場合は400本以下に低下する。いずれも色差信号の帯域は輝度信号の1/3を確保しており、上記のビデオテープデッキ規格のような色差信号の問題は無い。

## その後
現在の日本の放送においては、一部を除いて2011年よりデジタル放送に移行している。アメリカ合衆国のように日本に先行してデジタル放送に移行した国もある。
アナログ放送（NTSC方式）においては垂直解像度は525本に固定されたが、デジタル放送においては水平解像度も固定されている。デジタルの解像度は1440×1080i／1920×1080iであり、これは水平解像度が1440本／1920本に固定されている事を意味する（ディスプレイ側でその能力を満たしていない場合は、スケーリング処理がなされている）。
これにより現在では水平解像度の値は、テレビ受像機やビデオ機器の画質の指標として過去のものとなった。
近年ではスーパーハイビジョンの登場によって、新たな解像度の基準が生まれている。水平×垂直解像度が1280×720本のものがHDハイビジョン、1920×1080本がフルハイビジョン、3840×2160本が4KウルトラHD、7680×4320本が8KウルトラHDである。